# Orexo
Orexo är ett svenskt läkemedelsföretag som utvecklar förbättrade läkemedel baserade på innovativa formuleringsteknologier som uppfyller stora medicinska behov. Genom sin närvaro på den amerikanska marknaden kommersialiseras läkemedel och digitala terapiformer för behandling av opioidberoende och angränsande sjukdomar. Produkter för andra terapeutiska ändamål utvecklas och kommersialiseras över hela världen tillsammans med samarbetspartners.

## Historia
Företaget grundades 1995 och deras första produkt var Diabact UBT, ett utandningstest för diagnos av Helicobacter pylori, som orsakar magsår, som godkändes på sin första marknad 2000. 2005 noterades företaget på Stockholmsbörsen Nasdaq Stockholm.
Under 2008 slutfördes utvecklingen av Abstral, ett läkemedel för behandling av genombrottscancer. Abstral var den första produkten som utvecklades baserat på Orexos världsledande sublinguala produktplattform. 
Under 2010 blev Novo A/S den största aktieägaren i Orexo genom en nyemission. Med investeringen från Novo A/S såg styrelsen över strategin och skapade en vision om att etablera kommersiell verksamhet i USA.
Under 2013 etablerade Orexo ett kommersiellt dotterbolag i USA och lanserade ZUBSOLV, ett läkemedel för behandling av opioidberoende.
Under 2018 vann företaget en flerårig patentstrid mot generikaföretaget Teva/Actavis och säkrade patentskyddet för ZUBSOLV i USA fram till 2032.
Med avsikten att utöka verksamheten till att omfatta evidensbaserade digitala terapier inledde Orexo ett samarbete med GAIA under 2019. GAIA är ett världsledande företag inom digital terapi baserat i Tyskland. Idag kommersialiserar Orexo tre digitala terapier på den amerikanska marknaden riktade till patienter inom opioidberoende och angränsande behandlingsområden.
Under 2023 vann Orexo ytterligare en flerårig patenttvist, denna gång mot Sun Pharma, vilket säkrade ZUBSOLVs patentskydd i USA fram till 2032 och bekräftade styrkan i de patent som skyddar innovationen och teknologin bakom ZUBSOLV.
För att möta det stora behovet av effektiva högdosläkemedel vid opioidöverdoser, såsom OX124 och OX125, har Orexo utvecklat nästa generations formuleringsteknologi - amorphOX. Teknologiplattformen är skalbar och lämpar sig för en mängd olika substanser och kommer att vara ryggraden i Orexos framtida läkemedelsprodukter.

## Produkter
• Abstral, används för att behandla genombrottssmärta vid cancer. Godkändes i Europa av EMA 2008 och i USA av FDA 2011.
• Edluar, för kortvarig behandling av sömnlöshet. Godkändes av FDA 2009.
• ZUBSOLV, en sublingual tablett som kombinerar läkemedlen buprenorfin och naloxon och används för att behandla opioidberoende. Godkänd av FDA i juli 2013 och lanserades i USA i september 2013. Liksom Abstral och Edluar är ZUBSOLV baserad på Orexos första generations formuleringsteknologi - den sublinguala plattformen.
• Vorvida, en 180-dagars digital terapi vid alkoholmissbruk baserad på kognitiv beteendeterapi (KBT).
• Deprexis, en 90-dagars digital terapi vid depression baserad på kognitiv beteendeterapi (KBT).
• MODIA, en 180-dagars digital terapi baserad på kognitiv beteendeterapi (KBT) och bör användas som en del av ett övervakat läkemedelsassisterat behandlingsprogram vid opioidberoende.

## Produkter under utveckling
AmorphOX är en kliniskt beprövad plattform för läkemedelsformulering som fungerar med olika API:er, doseringsformer och administreringsvägar. Den är en central del i Orexos utveckling av innovativa läkemedel som ska möta allvarliga och omfattande behov, med fokus på snabb upptagningsförmåga, hög biotillgänglighet och stabilitet.
Utvecklingsprojekt baserade på amorphOX-plattformen:
• OX124, ett högdosläkemedel med naloxon vid opioidöverdos.
• OX125, en räddningsmedicin med nalmefen vid opioidöverdos.
• OX640, för akut behandling mot allergiska reaktioner med adrenalin. 
Företaget utvecklar också OXMPI, en läkemedelskandidat för behandling av endometrios, tillsammans med sin partner Gesynta Pharma som äger alla rättigheter till kandidaten.